# Potamogetonaceae
Las potamogetonáceas (nombre científico Potamogetonaceae) son una familia de hierbas perennes, de hábitats de agua dulce, con hojas laminares alargadas y flores sin perianto pero con falso perianto tetrámero formado por apéndices de los estambres, 4 estambres y 4 carpelos libres. Inflorescencias espiciformes.
Esta es una familia casi cosmopolita, integrada por alrededor de 50 especies. Fue reconocida por sistemas de clasificación modernos como el sistema de clasificación APG III del 2009 y el Angiosperm Phylogeny Website (2001 en adelante), si bien su circunscripción varía con los sistemas de clasificación, hoy está aceptado que para que Potamogetonaceae se mantenga monofilética, Ruppia debe ser escindida de esta familia conformando su propia familia Ruppiaceae, mientras que se mantienen en la familia los géneros que en otras clasificaciones fueron ubicados en Zannichelliaceae.

## Descripción
Introducción teórica en Terminología descriptiva de las plantas
Hierbas acuáticas rizomatosas. Tallos con haces vasculares reducidos muchas veces en un anillo, con cavidades de aire. Taninos muchas veces presentes. Sin pelos.
Hojas alternas y espirales, u opuestas, lámina a veces bien desarrollada, simple, entera, con venación paralela o con solo una vena media, envainadoras en la base, la vaina abierta, y más o menos separada de la lámina de forma que parece ser una estípula, las hojas a veces heteromórficas, con formas sumergidas y flotantes, 2 a muchas pequeñas escamas presentes en el nodo, dentro de las vainas de las hojas.
Inflorescencias indeterminadas, terminales y axilares, como espigas y elevadas por sobre o acostadas en la superficie del agua.
Flores bisexuales, radiales, no asociadas con brácteas a la madurez.
Sin tépalos.
Estambres 4, con apéndices bien desarrollados en la base de la antera que forma lo que parece un perianto más o menos carnoso.
Polen sin aperturas, globoso a elipsoide.
Carpelos usualmente 4, separados, ovario súpero, con placentación más o menos basal a apical, 1 estigma, truncado a capitado. 1 óvulo, más o menos anátropo a ortótropo.
Sin nectarios.
El fruto es un agregado de aquenios o drupas. Sin endosperma.

## Ecología
Cosmopolita. Hierbas de lagos, ríos, y otros hábitats acuáticos.
En Potamogeton y Stuckenia las flores usualmente crecen por sobre la superficie del agua y son polinizadas por el viento.
Los frutos son dispersados por animales o agua.

## Filogenia
Introducción teórica en Filogenia
Ruppia, un género de agua alcalina, salobre, u ocasionalmente salada, es muchas veces ubicado aquí, pero su inclusión hace a la familia bifilética (Les et al. 1997a). Para que esta familia sea monofilética, es mejor instaurar Ruppia en su familia Ruppiaceae, que se caracteriza por flores con dos estambres que tienen apéndices diminutos, polen ligeramente elongado, y carpelos con tallos largos.

## Taxonomía
Introducción teórica en Taxonomía
La familia fue reconocida por el APG III (2009), el Linear APG III (2009) le asignó el número de familia 319. La familia ya había sido reconocida por el APG II (2003).
6 géneros, 100 especies. El género más representado es Potamogeton , con más de 90 especies. 
Los géneros, conjuntamente con su publicación válida, distribución y número de especies se listan a continuación:
- Althenia F.Petit, Ann. Sci. Observ. 1: 451 (1829), con dos especies distribuidas por el Mediterráneo hasta el centro de África.
- Groenlandia J.Gay, Compt. Rend. Hebd. Séances Acad. Sci. 38: 703 (1854). Género monotípico distribuido por Europa, el Mediterráneo hasta el oeste de Irán.

- Lepilaena J.Drumm. ex Harv., Hooker's J. Bot. Kew Gard. Misc. 7: 57 (1855). Reúne 6 especies oriundas del sur y el este de Australia y de Nueva Zelanda.
- Potamogeton L., Sp. Pl.: 126 (1753), género cosmopolita con 94 especies.
- Stuckenia Börner, Abh. Naturwiss. Vereine Bremen 21: 258 (1912), distribuido por todo el mundo, con 6 especies.
- Zannichellia P.Micheli ex L., Sp. Pl.: 969 (1753). Género cosmopolita que incluye tres especies. Este género quizás pertenezca a las hidrocaritáceas (Les et al. 1997a[4]).

Sinónimos según el APWeb: Hydrogetonaceae Link, Zannichelliaceae Chevalier, nom. cons.

## Importancia económica
Si bien la familia posee poco interés económico directo, muchas especies proveen alimento para la vida salvaje.